# 埃利·迪科门
埃利·迪科门（Élie Ducommun，1833年2月19日—1906年12月7日），瑞士作家，国际和平运动的职业活动家。1902年12月10日为了表彰他和夏尔莱·阿尔贝特·戈巴特（各国议会和平局局长）对和平事业的贡献，并且也为了表彰国际和平局和各国议会和平局的工作，挪威诺贝尔委员会授予他们两人第二届诺贝尔和平奖。
埃利·迪科门生于日内瓦的钟表匠家庭。当过教师，热心政治活动。曾任报纸编辑和主编、瑞士和平协会主席。1868—1874年当选为瑞士下议院议员。1891—1906年任伯尔尼国际和平局的书记、局长。参与制定国际和平法则，反对战争，争取人类和平。1902年获诺贝尔和平奖。著有《和平事业》《和平爱好者的实际纲领》《和平运动简史》等。